# Sergej Beljajev
Sergej Ivanovitsj Beljajev (Russisch: Сергей Иванович Беляев) (Moskou, 12 augustus 1905 - Moskou, 16 januari 1982) was een voormalig basketbalspeler en coach die uitkwam voor Lokomotiv Moskou.

## Carrière
Beljajev speelde zijn gehele loopbaan bij Lokomotiv Moskou. Beljajev werd met Lokomotiv één keer landskampioen van de Sovjet-Unie in 1963. Hij werd tweede in 1938 en derde in 1937 en 1940. In de jaren vijftig was hij de vaste trainer van het mannen- en vrouwenteam van Lokomotiv. Kreeg de onderscheiding Meester in de sport van de Sovjet-Unie in 1946. Hij gaf les op de Russische Universiteit voor Transport.

## Privé
Beljajev was getrouwd met oud basketbalspeelster Tatjana Beljajeva die speelde bij de dames van Lokomotiv Moskou.

## Erelijst
- Landskampioen Sovjet-Unie: 1
  - Winnaar: 1939
  - Tweede: 1938
  - Derde: 1937, 1940